# Plazac
Plazac é uma comuna francesa na região administrativa da Nova Aquitânia, no departamento Dordonha. Estende-se por uma área de 33,94 km². Em 2010 a comuna tinha 716 habitantes (densidade: 21,1 hab./km²).